# 부안 직소폭포 일원
부안 직소폭포 일원(扶安 直沼瀑布 一圓)은 대한민국 전북특별자치도 부안군 변산면 중계리에 있다. 2018년 12월 17일 문화재 지정예고를 거쳐, 2019년 3월 11일 대한민국의 명승 제116호로 지정되었다.

## 지정 사유
직소폭포의 웅장한 모습과 여러 못을 거치며 흐르는 맑은 계곡물 등 풍광이 아름다워 예부터 즐겨 찾는 경승지임. 폭포 및 그 주변이 화산암에서 생겨난 주상절리와 침식지형 등으로 구성되어 지질학적 가치가 높으며, 자연환경 또한 잘 지켜져 있다.
강세황(姜世晃, 1713∼1791)의 우금암도(禹金巖圖)와 송병선(宋秉璿, 1836∼1905)의 「변산기(邊山記)」등 많은 시객과 문인들이 글과 그림을 통하여 직소폭포 일원의 경관을 즐겨왔고, 가뭄에 실상용추(實相龍湫)에서 기우제를 지내는 등 역사·문화적 가치 또한 높다.

## 지정 근거
문화재보호법 제11조 제1항 국가지정문화재(명승)의 지정기준 4에 해당
- 명승 지정기준 제4호 <역사문화 경관적 가치가 뛰어난 명산ㆍ협곡ㆍ해협ㆍ곶ㆍ급류ㆍ심연ㆍ폭포ㆍ호소ㆍ사구, 하천의 발원지, 동천ㆍ대(臺), 바위, 동굴 등>[2]

## 참고 문헌
- 부안 직소폭포 일원 - 국가유산청 국가유산포털